# T-84
T-84 är en ukrainsk stridsvagn som är baserad på den ryska T-80 och introducerades 1994, med tjänst i Ukrainska armén från 1999. T-84 är baserad på den dieseldrivna varianten T-80UD. Dess motor gör den till en av de snabbaste stridsvagnarna i världen, med ett kraft-till-viktförhållande med omkring 25 hästkrafter per ton (19 kW/t).

## Produktionshistoria
Under viss tid skedde produktionen av T-80 stridsvagnar i Ukrainas Malyshevfabrik, som samarbetar med Kharkiv Morozov Design byrån (KMDB). År 1985 gjorde KMDB en ny prototyp med en dieselmotor som fick benämningen T-80UD och åren 1987–1991 tillverkades 500 stycken.
Produktionen fortsatte efter Sovjetunionen kollaps men nästan alla komponenter tillverkades i Ryssland. Detta ledde till den dåliga försäljningen av 320 T-80UD från Ukraina till Pakistan åren 1997–1999. Ryssland var emot försäljningen redan från början och vägrade förse Ukraina med nödvändiga komponenter. I mars till maj 1997 levererades bara 35 stycken som kom från Ukrainas armés förvaring. Dessa 35 vagnar hade lägre kvalité än vad som var överenskommet mellan länderna. Kontraktet bröts nästan, men senare leveranser gottgjorde detta. Vissa vagnar som skickades till Pakistan har vissa likheter med T-84, men de viktigaste finesserna saknas.
Ukraina såg det nödvändigt att skapa en ny stridsvagn som skulle tillverkas helt i Ukraina och visa ekonomisk självständighet mot Ryssland. Ingenjörerna i KMDB under Mykhaylo D. Borysyuks befäl sattes i arbete med att skapa en förbättring av T-80UD med lite västerländsk teknik, vilket 1994 resultaterade i T-84. Denna hade ett helt nytt rektangulärt torn som stridsvagnarna i väst (till skillnad från de ryska varianterna som har ett torn format som ett halvt ägg). Den ryska 125 mm slätborrade kanonen behölls samt den automatiska laddaren. Produktionen startade i Malyshevfabriken och 1999 togs de första officiella T-84-förbanden i tjänst hos Ukrainas armé. Precis som T-90 och vissa T-80-modeller har även T-84 skyddssystemet Shtora, som upptäcker missiler som är på kurs mot stridsvagnen. Genom olika störare kan Shtorasystemet få missilen ur kurs och missa sitt mål. Flera varianter gjordes med bland annat Kontakt-5 reaktivt pansar, GPS, NBC (nukleära, biologiska och kemiska skyddssystem), 1GM46 sikte för dagsbruk, Buran-Catherine termiskt mörkersikte, tankchefens PNK-5 observeringssystem, PZU-7 lv-ksp sikte, LIO-V ballistisk dator, 2E46M kanonstabiliserare, bränsletank för 1200 liter, bättre förvaring av ammunition och luftkonditionering som tillåter den att manövreras i temperaturer från -40 till +50 °C.
T-84 fångade många länders intressen och den testades av tänkbara köpare som Grekland år 1998, Turkiet år 2000 och i Malaysia samma år. För demonstrationen i Turkiet hade en speciell version med bland annat en 120 mm slätborrad kanon av NATO-standard och en ny automatisk laddare gjorts. Denna variant fick namnet T-84 Yatagan. I augusti 2001 hölls en parad i Ukrainas huvudstad Kiev. Många olika militärfordon deltog, däribland Ukrainas senaste modell T-84 Oplot.
Trots att målet med T-84:an för Ukraina var att skapa en stridsvagn oberoende av Ryssland tillverkas 80 % av delarna i Ukraina. Resten tillverkas fortfarande i Ryssland (enligt FAS[förklaring behövs].

## Varianter
- T-84: Första varianten från 1994. Uppgradering från den ukrainska T-80UD. Byggd med ett nytt svetsat torn och utrustad med Shtora-1 skyddssystem, 1 200 hk (895 kW) 6TD-2-dieselmotor och med generator som tillåter huvudkomponenter att hållas i funktion utan att huvudmotorn är igång.
- T-84U: Uppgradering av T-84 med nya sidokjolar, reaktivt pansar av typen Kontakt-5, ny generator, värmesikte, satellitnavigation, laseravståndsmätare för vagnchefen, mynningssystem, med mera.
- T-84 Oplot: uppgraderad T-84U med ett västerländskt större torn, men med en 125 mm slätborrad kanon av rysk standard. Den första prototypen färdigställdes 1994 och den sattes i tjänst hos Ukrainas armé 1999. Det nya svetsade tornet har separata utrymmen för personalen och magasinet med bepansrade sprängsäkra paneler och ny automatisk laddare som kan ha 28 projektiler i sig. De 12 andra projektilerna förvaras i ett separat utrymme. Den är även utrustad med mörkersikte, navigationssystem och olika typer av skyddssystem som Shtora. År 2000 beordrade Ukrainas försvarsminister att 10 T-84 Oplot skulle tillverkas. Dessa levererades och sattes i tjänst 2001.
- T-84-120 Yatagan: Version av T-84 Oplot (prototyp kallad KERN2-120), designad år 2000 och specialtillverkad för tester hos den turkiska armén. Tillverkad med 120 mm slätborrad kanon som kan skjuta både NATOs 120 mm-ammunition, till exempel M829-serien som är en pansarbrytande projektil APFSDS med utarmat uran) och versioner av pansarrobotar 9M119/9M119M Svir/Refleks (NATO-beteckning AT-11 Sniper). Automatiska laddaren rymmer 22 av 40 projektiler. Också utrustad med luftkonditionering, automatisk växellåda, sensorer som mäter projektilens hastighet vid mynning, förbättrad kommunikation och nytt eldledningssystem.

## Modifieringar
- BREM-84: bepansrat bärgningsfordon.
- BMU-84: broläggare.
- BTMP-84: tungt infanterifordon som är en prototyp baserad på T-84 Oplot. Tornet är detsamma som på Oplot men den har förlängt chassi, ett extra hjulpar och extra utrymme bakom hytten för fem soldater.